# Synne Jensen
Synne Jensen, född den 15 februari 1996 i Oslo, är en norsk fotbollsspelare.

## Karriär
Synne Jensen inledde sin seniorkarriär i LSK Kvinner år 2012. Hon har även spelat för Kolbotn innan hon 2015 kontrakterades av VfL Wolfsburg. 2017 värvades hon av Stabæk och spelade även för Vålerenga Fotball innan hon 2022 kontrakterades av Real Sociedad och 2024 av Atlético Madrid. Hon har även representerat det norska damlandslaget där hon debuterade år 2014.